# オーブントースター

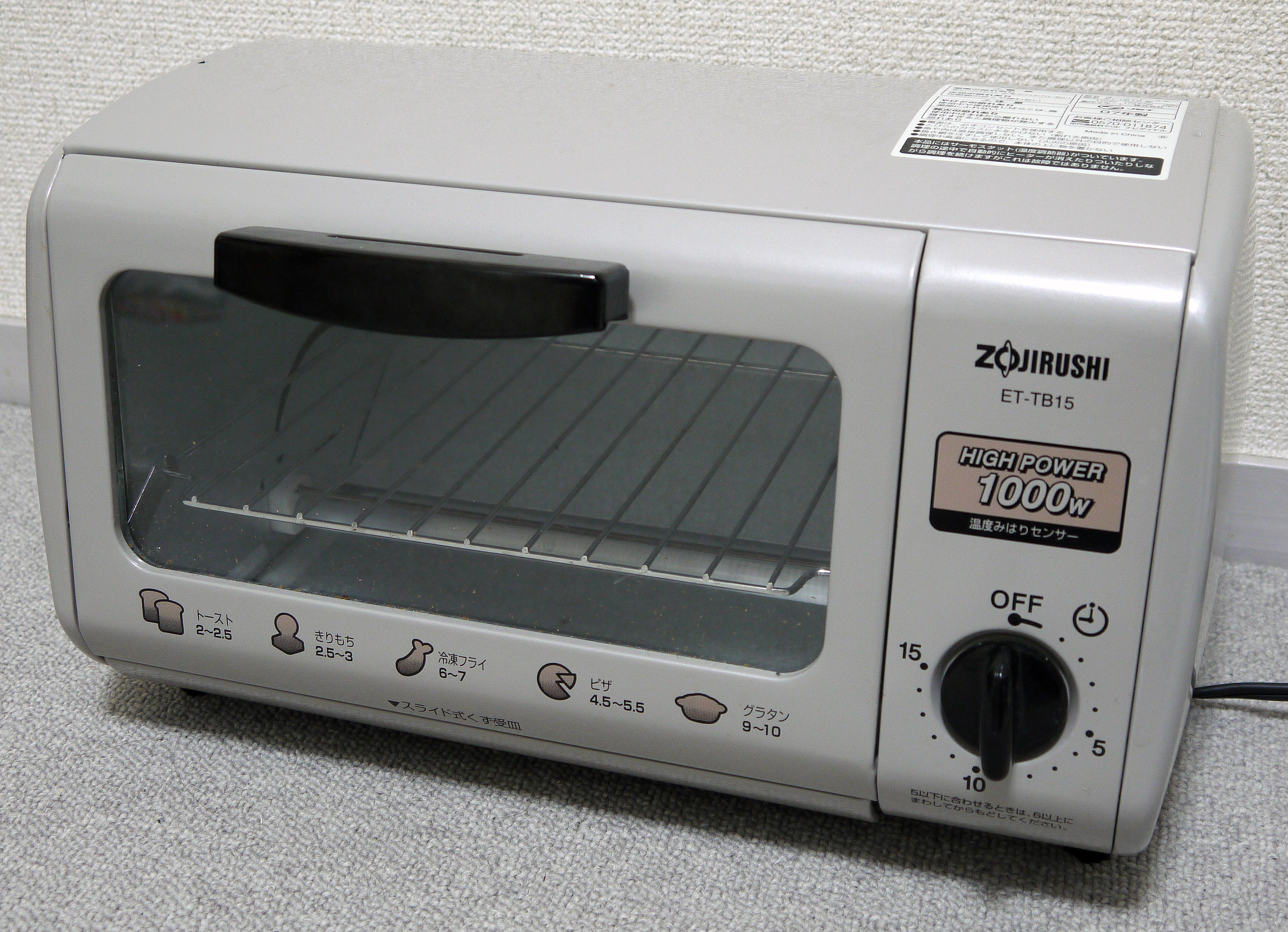
オーブントースター

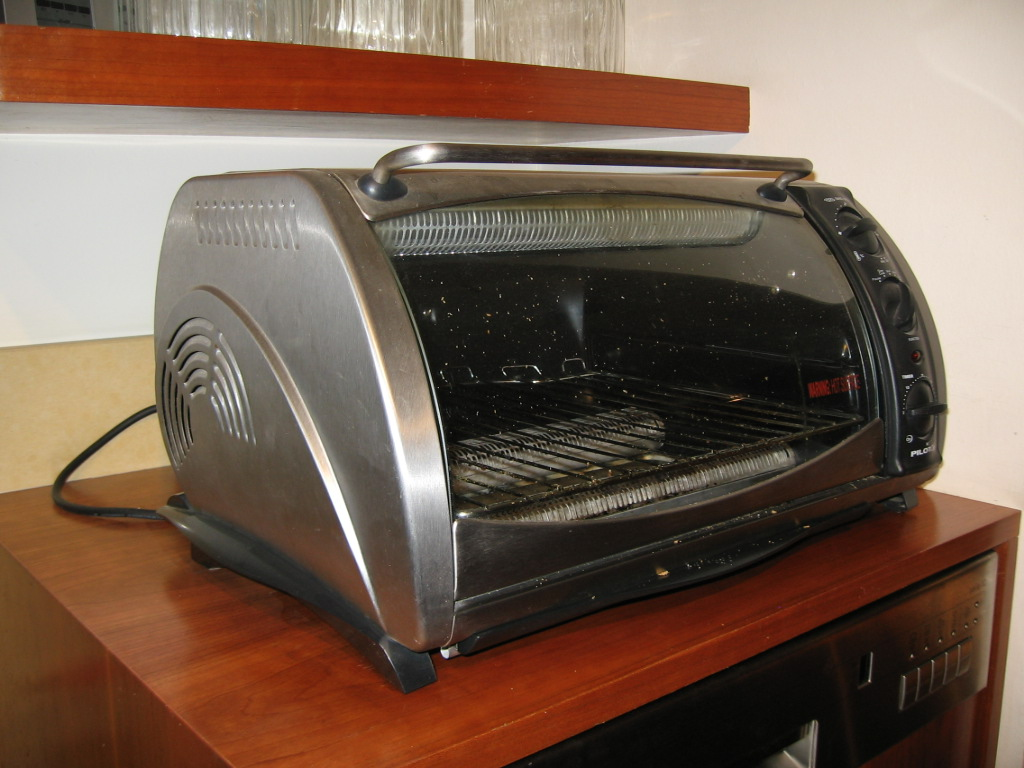
欧米のオーブントースター

オーブントースター（和製英語、英語では toaster oven の語順）は、オーブンの形式で加熱できる電気式の調理器具。電気トースターのうちオーブン型のものを指す。
日本では、1963年にタニタが最初に製造販売した。

## 構造
一般に、前に開き戸のある箱形で、内部には簡単な棚が設けられ、その上下に電熱器がつけられている。棚に物を置くとその上下から加熱することができる。棚の大きさは食パン2枚が並べられる程度が普通であるが、半分の幅で2段重ねにした製品もある。
電源スイッチはぜんまいばねを用いた簡易なタイマーを兼ねている製品が多く、一部機種は火力切り替え機能も搭載している。上級モデルなどは電子コントロールを備えていてぜんまい式タイマーもより正確である。なお庫内が高温になって調理物が焦げたり燃え出すのを防ぐため、現行モデルは庫内温度が一定以上になるとヒーターが一時的に消え、安全な温度にまで下がると再度点く「サーモスタット」を搭載している（連続使用する場合は庫内が冷えるまで5分以上待たないと・サーモスタット作動によりヒーターが消えている時間が長くなり、好みの焼き加減にならない場合あり）。
以前は、時間や熱量など役割ごとにスイッチが付いていたが、近年はサーモスタットなどで自動調整が行われており、細かな調整をしなくても上手に調理出来るようになっているため、タイマースイッチのみのものも多い。

## 用途
トースターの一種であるが、オーブン的な形状であることから、トースト以外の様々な料理や、解凍などにも利用することができる。
ポップアップ型のトースターが食パンをトーストする以外の用途には対応しないことに対し、オーブンの形をしているので中に置ける大きさなら全体を加熱でき、グラタンなどの調理もでき幅広く利用できる。
構造的にも簡単で安価なため、学生の1人暮らしなどでは重宝される。近年では電子レンジがオーブンの機能も持つ例（オーブンレンジ）が多いが、直接の加熱ではオーブントースターの方が強い場合もあり、一般家庭でも併用される例もある。遠赤外線調理のため、餅など火が通りにくい食材は、ガス火の簡易な網で焼くよりもおいしく焼けることもある。
パンを立てて焼くトースターには難しい、バターやマーガリンなどのスプレッドを塗ったり、チーズやハムといった具材を乗せた食パンや、トースターに入らない厚切り（2～5枚切り）食パン、さらには食パン以外のパン（ロールパンやコッペパン、またそれらに具材を挟んだホットドッグなど）のトーストも可能である（厚切りパンは名古屋から西日本で好まれる）。タイガー魔法瓶製トースターでは一部機種に「オートリフトバー」が設けられており、トーストを焼く場合にバーを手前側にセットすると・ドアを開けた時にパン（トースト）の前側が持ち上がり、焼いたパンを取り出す際「熱い焼き網に手が誤って触れやけどする」心配が軽減される工夫がなされている（やけど防止のためバー位置の前後切り替えは電源プラグを抜き、本体が十分冷えてから行う。付属受け皿を用いてパン以外の食材・調理物を焼く場合はオートリフトバーを後ろ側へセットしないと、調理物が受け皿からこぼれて汁が熱い下部ヒーターやドアガラスにかかり割れるおそれあり）。

## 注意点
パンを焼いた場合には破片が底にたまりやすく、底の部分の掃除を怠ると発火して火事の原因となる場合がある。底の板を外すことによって掃除する構造の物もあるが、オーブンのように大きく開いて内部を完全に掃除できるような構造ではない場合は、特に注意を要する。また清掃時に前面ドアが外せる機種もあるが、ドア部の水洗いは不可（トレー・ドア・焼き網は必ず電源プラグを抜き本体が十分冷えてから外す。熱いドアやトレーに冷水を直接かけるとガラスやヒーターが割れるおそれあり）。

## 日本国内のトースターメーカー

### 現在生産中
- パナソニック（旧・松下電器産業）
- 日立グローバルライフソリューションズ（旧・日立リビングサプライ）
- 東芝（東芝ホームテクノ。販売元は東芝ライフスタイル）
- シャープ（ヒーター式単体トースターは製造しておらず、ウォーターオーブン「ヘルシオ」シリーズのみ製造）
- アイリスオーヤマ
- オーム電機
- タイガー魔法瓶
- 象印マホービン
- アラジン
- コイズミ
- ツインバード
- バルミューダ

### 生産より撤退
- 三菱電機（三菱電機ホーム機器。2015年限りで撤退）
- 三洋電機（パナソニック完全子会社化に伴い2011年限りで撤退）